# 늦어도 그날까지
늦어도 그날까지는 1969년 공개된 대한민국의 영화이다.

## 배역
- 신성일
- 김지미
- 윤정희
- 김진규
- 이낙훈
- 김동원
- 한은진
- 고설봉
- 장훈
- 김신재
- 허명자
- 이애리
- 김영인
- 정도령